# Due magiche gemelle
Due magiche gemelle (Double, Double, Toil and Trouble) è un film TV con Mary-Kate e Ashley Olsen del 1993.

## Trama
La storia parla di due gemelle Kelly e Lily che posseggono delle bacchette con dei poteri magici.
Ad Halloween scoprono che anche le loro zie erano gemelle, Agatha è però una strega malvagia che ha imprigionato la sorella Sophia in uno specchio e solo la speciale pietra di luna potrà spezzare l'incantesimo.
Kelly e Lily decidono allora di andare alla ricerca della pietra ma ci sono molte difficoltà da superare.